# 德拉華和哈德遜鐵路
德拉華和哈德遜鐵路（英語：Delaware and Hudson Railway），簡稱D&H，是美國東北部營運的鐵路公司。1991年，以獨立鐵路公司營運超過150年後獲得加拿大太平洋鐵路（CP）收購。CP在附屬公司蘇線公司，該公司也營運蘇線鐵路。
2015年9月19日，諾福克南方鐵路自太平洋鐵路完全收購了D&H南線。D&H南線全長282英里，連接紐約州斯克內克塔迪至賓夕法尼亞州森伯里。D&H南線包括兩條線，森伯里線和貨物線。

## 书目
- L. Lowenthal, From the Coalfields to the Hudson: A History of the Delaware & Hudson Canal, Purple Mountain Press, 2009.
- T. Starr, Golden Age of Railroads in New York's Capital District, Timothy Starr, 2012.